# Jan-Baptist de Gheldere
Jan-Baptist de Gheldere (Heist, 24 juni 1912 - Knokke-Heist, 1 januari 1980) was een Belgisch notaris, burgemeester en voorzitter van de provincieraad van West-Vlaanderen.

## Levensloop
Jonkheer Jan-Baptist Marguerite Camille Ghislain de Gheldere Joos behoorde tot een familie die sinds 1719 tot de adelstand behoorde.
Hij behaalde zijn diploma's van doctor in de rechten en licentiaat in het notariaat aan de Universiteit van Gent. Van 1937 tot 1945 was hij advocaat, ingeschreven aan de balie van Brugge.
Hij was de kleinzoon van Karel de Gheldere, arts en dichter. Hij was de zoon van notaris Robert de Gheldere (Koekelare 1882 - Heist 1969) die hij opvolgde. Hij trouwde in 1936 met Anne-Marie Kaisin. Hij werd in het notariaat opgevolgd door zijn zoon Vincent de Gheldere.

## Verzet
In 1940 nam hij deel aan de Achttiendaagse Veldtocht als reserve-luitenant. Hij werd krijgsgevangen genomen maar wist te ontsnappen.
Vanaf einde 1940 was hij actief in het Geheim Leger, onder de leiding van commandant Camille Laenen, stichter van het Belgisch Legioen in de Brugse regio. Zijn eerste opdracht bestond er in medestanders te rekruteren. Vanaf begin 1941 gaf hij inlichtingen door over de kuststrook aan de inlichtingendienst Luc-Marc en vervolgens aan de inlichtingendienst Athos. Een van de leden van deze tweede dienst, de Oostenrijkse onderofficier van de Kriegsmarine werd gearresteerd en legde onder folteringen bekentenissen af, alvorens te worden gefusilleerd.
Op 24 juli 1943 werd De Gheldere gearresteerd en ook zijn vader werd opgesloten. Na overtalrijke ondervragingen en onder druk te zijn geplaatst (bedreigingen over het lot van zijn vader) werd hij naar Duitsland gedeporteerd. Van november 1943 tot maart 1944 verbleef hij in het kamp van Esterwegen, vervolgens in de gevangenissen van Gross-Strehlitz en Kaishem. Vanaf 15 februari 1945 werd hij in Dachau opgesloten, waar hij twee maanden later door het Amerikaans leger bevrijd werd. Hij kwam behouden weer thuis.

## Burgemeester
De Gheldere werd op de lijst van de Christelijke Volkspartij tot gemeenteraadslid van Heist verkozen in 1946 en onmiddellijk benoemd tot burgemeester van de gemeente. Zijn vader was burgemeester geweest van Heist van 1912 tot 1921, 1928 tot 1934 en in 1944-1945.
Hij bleef dit ambt uitoefenen tot in 1971 en fungeerde nog een legislatuur als gemeenteraadslid in de fusiegemeente Knokke-Heist (1971-1977). Hij verkreeg dat de nieuwe gemeente niet Knokke maar Knokke-Heist werd genoemd.

## Voorzitter provincieraad
In 1946 werd hij verkozen tot provincieraadslid in West-Vlaanderen. Hij bleef dit tot in 1977. Van 1963 tot 1977 was hij voorzitter van de provincieraad.
Zijn vader was provincieraadslid geweest van 1921 tot 1936.